# Larteh (Sprache)
Das Lareth (auch Late, Lete und Gua) ist die Sprache der Larteh in Ghana mit 74.000 Sprechern (2003 GILLBT) zwischen dem Sprachgebiet des Ga und des Twi südlich von der Cherepon-Sprachgruppe. 